# 8712-es mellékút (Magyarország)
A 8712-es számú mellékút egy közel öt kilométer hosszú, négy számjegyű országos közút Vas vármegye nyugati részén; a megye kiemelt turisztikai célpontjának számító Jákot kapcsolja össze keleti szomszédjával, Balogunyommal és a 86-os főúttal, biztosítva a két település közös vasútállomásának megközelítését is.

## Nyomvonala
A 86-os főútból ágazik ki, annak 68+350-es kilométerszelvénye táján, Balogunyom központjában, pontosabban Balogfa településrész belterületének keleti szélén. Nyugat felé indul, ugyanott ágazik ki a főútból kelet felé a 87 116os út, amely Nagyunyom bő másfél méterre fekvő központjáig vezet. A 8712-es út a község főutcájaként húzódik az első néhány száz méteren, Petőfi Sándor utca néven, majd a belterület nyugati széle közelében, bő 600 méter megtétele után kiágazik belőle a 87 312-es út a Ják-Balogunyom vasútállomásra. Néhány lépéssel ezután keresztezi a MÁV Szombathely–Szentgotthárd-vasútvonalát, majd kilép a településről. Bő másfél kilométer után eléri Ják határát, egy rövid szakaszon a határvonalat követi, majd – alig több, mint 1,6 kilométer megtétele után – teljesen jáki területre érkezik. 3,7 kilométer után éri el Ják belterületének keleti szélét, ott a Széchenyi István utca nevet veszi fel. A 8707-es útba beletorkollva ér véget, annak 16+150-es kilométerszelvényénél, Ják központjában.
Teljes hossza, az országos közutak térképes nyilvántartását szolgáló kira.gov.hu adatbázisa szerint 4,913 kilométer.